# Patrick Kicken
Patrick Kicken (Stein, 26 juni 1974) is een Nederlandse oud radio dj en tegenwoordig media blogger.

## Carrière
Kicken begon zijn radiocarrière in december 1989 bij lokale en regionale radiostations als Radio Veronica Anders Maaseik, Radio Grensland, CRM Radio, Falcon Radio en Royaal FM.

### 3FM
Van december 1995 tot maart 2004 was hij voornamelijk op "De zinderende zaterdag" bij de TROS te horen op de landelijke publieke popzender 3FM. Hij maakte daar onderstaande radioprogramma's:
- Havermoutshow (TROS, 3FM)
- Nachtwacht, (TROS, 3FM)
- Kicken voor je kiezen (TROS, 3FM)
- Tussen Happen en Stappen (TROS, 3FM)
- Mega Top 100 / (TROS, 3FM) (4 juli 1998 t/m 10 oktober 1998 als invaller)
- Altijd de eerste (VARA, 3FM)

### Radio Veronica
In de zomer 2004 stapte Kicken over naar Radio Veronica. Hier presenteerde hij de volgende programma's:
- Kicken & Co
- Weekend Hotline
- Kicken Wordt Wakker!
- Keihard Kicken
- PK@Veronica en Kicken's Volle Vrijdagshow
- Kicken's Vreemde Verhalen
- Kicken's Weekend Kickoff:

### HitRadio Veronica (Sky Radio)
Op het internetstation HitRadio Veronica presenteerde hij in 2010 en 2011 de HitRadio Veronica Top 30.

### Dj in discotheken
Vanaf 1990 was Kicken ook actief in discotheken, onder andere gedurende vijf jaar met de TROS Radio 3FM Drive-In Show en de Postbank Studenten Tour.

### Internet
In 1998 begon hij een website met filmpjes en linkjes, www.kicken.com. Later was hij actief met podcasts met grappig bedoelde filmpjes en geluidsfragmenten. Hobbymatig heeft hij zich verdiept in de advaita vedanta filosofie uit India en voert hier gesprekken over met stand-upcomedian Paul Smit onder de noemer Praten Over Bewustzijn. Delen van deze gesprekken werden door uitgeverij Samsara in boekvorm gepubliceerd. In 2016 stopte hij met radiomaken en richtte voortaan zijn aandacht op spiritualiteit en podcasts daarover. Sinds 2011 interviewde hij meer dan 500 spirituele leraren, coaches en psychologen.

### Politiek
In december 2016 werd bekend dat Kicken als lijstduwer voor de OndernemersPartij van Hero Brinkman deel wil nemen aan de Tweede Kamerverkiezingen 2017.
Bij de Tweede Kamerverkiezingen 2025 stond Kicken op plaats 49 van de kandidatenlijst van BVNL.

### Interviews en columns
Hij schrijft voor mediaplatform Spreekbuis.nl columns over radio.

### Wild Hitradio
In september 2018 doet Kicken een radioprogramma op vrijdagavond van 18 tot 20 uur op het regionale commerciële station Wild FM Hitradio, onder de noemer 'Kicken's HipHopHits'. Dit programma wordt ook uitgezonden op Paradise FM op Curacao en Holland FM op Gran Canaria.
RadioNL
In mei 2025 werd bekend dat Kicken de nieuwe stationvoice gaat worden voor het commerciele radiostation RadioNL. 